# Grève générale en Guinée de 2007
La grève générale en Guinée de 2007 commença le 10 janvier 2007. Les syndicats, partis et les coalitions d'opposition ont demandé la démission du président Lansana Conté, l'accusant d'avoir mal géré l'économie et d'avoir abusé de son autorité. Les grévistes ont aussi accusé  Conté d'avoir libéré deux personnes accusées de corruption, dont Mamadou Sylla.

## Chronologie
Le 19 janvier, le président Conté limoge le numéro deux du gouvernement, le ministre des Affaires présidentielles Fodé Bangoura qui avait fait arrêter Sylla. Bangoura est considéré comme soutenant les grévistes. Conté nomme un proche, Eugène Camara, au poste de ministre des Affaires présidentielles.
Au moins 59 personnes sont mortes dans les affrontements entre la police et les manifestants pendant la première partie de la grève générale.
Plusieurs dirigeants syndicaux, dont Rabiatou Serah Diallo, présidente de la Confédération nationale des travailleurs de Guinée, sont arrêtés le 22 janvier, journée la plus meurtrière, à l'issue d'une manifestation fortement réprimée, ils seront libérés dans la nuit sous les pressions internationales.
Le 27 janvier, les syndicats et le gouvernement s'accordent sur la nomination d'un premier ministre avec le rôle de chef de gouvernement. Les syndicats suspendent la grève générale. Le président Conté est soumis à un ultimatum de 15 jours pour nommer un nouveau premier ministre.
Le 9 février, l'Union européenne rejoint par la plupart des pays européens se félicite de l'accord entre les syndicats et le gouvernement et « demande au gouvernement un éclaircissement sans réserve des circonstances de ces décès [pendant les manifestations] et des poursuites judiciaires contre les coupables » ».
Le même jour, le président Conté nomme Eugène Camara au poste de premier ministre. Cette nomination d'un proche de Conté est rejetée par les syndicats et l'opposition dans leur ensemble qui relancent la grève le 10. Plus de 9 morts sont dénombrés la première journée de grève.
Le 11 février, alors que 23 personnes ont trouvé la mort au cours des manifestations du week-end, 23, l’intersyndical exige pour la première fois le départ du pouvoir du président Lansana Conté.
Le 12 février, le président décrète l'état de siège, impliquant un couvre-feu de 20 h à 6 h du matin et de 6 h à 16 h sur l’ensemble du territoire. Toutes les manifestations, cortèges, rassemblements sont interdits. Les forces de l’ordre sont autorisées à arrêter toute personne dont l'activité présente un danger pour la sécurité publique et à mener en tout lieu des perquisitions de jour et de nuit.
Le 16 février, l’Union africaine adopte une résolution condamnant l’usage excessif de la force et demande une enquête indépendante sur les violences. Le 17, alors que les syndicats ont rompu les négociations, une délégation de la CEDEAO présidé par l’ancien dirigeant nigérian Ibrahim Babangida arrive à Conakry. Le 18, la période du couvre-feu passe désormais de 18 h à 6 h sur l’ensemble du territoire national. Les organisations de la société civile dénoncent les arrestations de centaines de sympathisants et militants de l’opposition par les forces de police et de gendarmerie.
La délégation de la CEDEAO est chargée de consulter la société civile, les partis politiques, les institutions républicaines et les syndicats. Le 25 février, le président Lansana Conté accepte sous la pression de la CEDEAO le remplacement du Premier ministre Eugène Camara par une personnalité choisie sur une liste de cinq candidats désignés par les syndicats et la société civile. La grève générale est suspendue. Le 26, Lansana Kouyaté est nommé Premier ministre. Son gouvernement est présenté le 28 mars. Il est composé de 19 ministres, tous issus de la société civile. Aucun parti politique n’est représenté.
Selon un rapport publié par le Ministère de l’intérieur et de la sécurité et présenté le 2 mai à la télévision d’État par le ministre de la Communication et porte-parole du gouvernement, Justin Morel Junior, ces évènements ont fait 137 morts et 1 667 blessés entre le 22 janvier et le 26 février.